# Ptochoecetis tenella
Ptochoecetis tenella är en nattsländeart som först beskrevs av Navás 1931.  Ptochoecetis tenella ingår i släktet Ptochoecetis och familjen långhornssländor. Inga underarter finns listade i Catalogue of Life.